# Veda
Véda
 (janvier 2014).
Le Veda (ou les védas) est un ensemble de textes qui, selon la tradition, ont été révélés (par l'audition, Shruti) aux sages indiens nommés Rishi. Cette « connaissance révélée » a été transmise oralement de brahmane à brahmane au sein du védisme, du brahmanisme, et de l'hindouisme jusqu'à nos jours sur une période indéterminée.
L'origine dans le temps des textes védiques est une question qui est l'objet de débats tant en Inde que parmi les indianistes européens. Pour les auteurs européens, les premiers textes de la tradition védique auraient été composés à partir du XVe siècle av. J.-C., Des auteurs indiens proposent une datation plus ancienne basée sur l'assèchement de la rivière principale, la Sarasvatî, asséchée en 1900 av J-C. Pour marquer l'unité du Veda qui se manifeste en une multiplicité de textes, la tradition hindoue nomme « Triple Veda » l'ensemble des trois premiers recueils de textes : un recueil de poèmes (stances) forme le Rig-Veda, un recueil de chants rituels le Sama-Veda, une collection de formules sacrificielles le Yajur-Veda. Une famille de brahmanes nommée Atharva donne son nom à l'Atharva-aṅgiras, livre de magie blanche et noire, qui est accepté comme constituant du « Quadruple-Veda », sous le nom de Atharva-Veda, après une longue période de controverses.
Le passage du védisme au brahmanisme commence avec la rédaction des Brāhmaṇa, spéculations rituelles en prose. Et la transition du brahmanisme à l'hindouisme s'accompagne de la rédaction des Āraṇyaka puis des Upaniṣad. La compilation de ces textes est attribuée au sage Vyāsa, et les parties les plus récentes des écritures du Veda dateraient du Ve siècle av. J.-C.. Ce corpus littéraire, un des plus anciens que l'on connaisse, est la base de la littérature indienne. Ces textes, qui traitent du rituel et de philosophie, contiennent des passages qu'étudieront l'astrologie et l'astronomie, pour tenter de dater ces textes. « La tradition du chant védique » a été proclamée en 2003 puis inscrite en 2008 par l'UNESCO sur la liste représentative du patrimoine culturel immatériel de l’humanité.

## Orthographe et étymologie
Le mot « Veda » (invariable) est la translittération en français du sanskrit वेद (devanagari), qui signifie « vision » ou « connaissance ». Dans les textes en français on trouve aussi la forme « véda » (pluriel « védas »).
Le thème nominal indo-aryen veda-, passé tel quel en sanskrit (वेद) ajoute une voyelle thématique -a à la racine VID- transformée en VED- par alternance vocalique: VID- > VED- > veda-.
Pour Jean Varenne, le lexème VID- donne deux thèmes verbaux différenciés mais de sens complémentaires : VID- > VED- > VET- > vetti (il sait) et VID- > VIND- > vindati (il trouve : hij vindt en néerlandais, he finds en anglais, er/sie findet en allemand).
La sémantique du nom veda- s'étend donc du sens de « découverte, révélation » qui correspond à l'expérience des premiers sages védiques qui entendirent le son primordial manifesté par le Veda originel, jusqu'au sens de « science, savoir » donné aujourd'hui par l'hindouisme à ce mot. Louis Renou étend ainsi la traduction du mot veda- : « connaissance, science, notamment science sacrée, textes sacrés, Saintes Écritures, Veda au nombre de quatre ou de trois ».

## Le Veda
Veda est un mot hérité du vieil-indien passé ensuite dans la langue sanscrite, qui peut se traduire par « vision » ou « connaissance ». En tant que concept de la culture indienne archaïque, le Veda est une puissance agissante fondamentale qui se manifeste dans l'intuition cognitive de l'ordre cosmique par des hommes inspirés. On y trouve certaines tendances au monisme. Ils ne conçoivent donc aucune séparation au sein d'un monde unitaire, monde cyclique car sans commencement et sans fin, monde dynamique car ils perçoivent les phénomènes naturels et mentaux comme des manifestations de forces cachées numineuses. En cohérence avec cette mentalité, les indiens de tous les temps considèrent aussi le Veda comme unique, dynamique et incréé.
La coopération du Veda aux cycles cosmiques permet à la culture indienne d'y accrocher les phases de son évolution. Le Veda est considéré, dès l'origine, comme manifestation des régularités de l'ordre cosmique dans l'écoute attentive des sages primordiaux (la Shruti des Rishi). Cette « écoute » marque la naissance du védisme, pour lequel le rituel du yajña est le « nombril » de la manifestation du Veda, centrée sur la vedi, une excavation superficielle recouverte d'herbe barhis. Le Veda reste toujours cette force agissante singulière qui manifeste le fondement dynamique de l'univers.
Après les Sages Rishi primordiaux, le védisme, le brahmanisme, puis l'hindouisme considèrent tous l'unicité et la perpétuité du Veda, manifesté dans l'expression de leurs vœux (vrata) qui fleurissent dans une multitude de « poèmes » (rig) transmis oralement en recueils (saṃhitā), car seule la récitation consciente et correcte et à haute voix prend valeur de Veda. « Le mortel qui par le feu sacré, par l'invocation, par le Veda, par l'offrande, par les rites pieux, honore Agni, obtient des coursiers rapides et vainqueurs, et une gloire éclatante » ainsi chante Sobhari, fils de Kaṇva.

## Ancienneté
L'origine dans le temps des textes védiques est une question qui est l'objet de débats tant en Inde que parmi les indianistes européens. La principale difficulté est l'inconnue de la longueur d'une tradition orale qui a précédé la fixation par l'écriture. Pour certains auteurs européens, les premiers textes de la tradition védique sont composés à partir du XVe siècle av. J.-C., et sont progressivement réunis en collections nommées Saṃhitā.
Pour des auteurs indiens comme Lokamanya Bâl Gangadhar Tilak, l'origine remonte beaucoup plus loin. Celui-ci, dans son livre Orion ou Recherches sur l'Antiquité des Vedas écrit en 1893 s'efforce, à l'aide d'observations astronomiques tirées des Veda-saṃhitā, de démontrer, pour certains des « hymnes », une datation reculant d'au moins quatre mille ans, voire davantage.

## Introduction en Occident
C’est au début du XIXe siècle que l'Europe découvre la tradition védique. Le Français Anquetil-Duperron recueille, traduit et publie une cinquantaine d’Upanishad. Ces textes philosophiques, issus du Veda, inspirent des intellectuels et des savants par leur mystère et leur sagesse, influençant notamment la philosophie d'Arthur Schopenhauer,.
Mais c’est surtout à Vivekananda, disciple de Râmakrishna, que nous devons en Occident la découverte de cette tradition védique. Ses interventions au Parlement des Religions à Chicago en 1893, et notamment son discours d’introduction au Védanta, ont un impact considérable. Son œuvre est diffusée au public français par l’écrivain Romain Rolland qui publie La Vie de Vivekananda, 2e tome de son Essai sur la mystique et l’action de l’Inde vivante, et par l’orientaliste Jean Herbert qui réalise une traduction de plusieurs des œuvres de Vivekananda.
À partir du second tiers du XXe siècle, différents maîtres indiens viennent en Occident sur les traces de Vivekananda. Les valeurs et pratiques issues de la connaissance du Veda se répandent largement dans le monde. Ainsi, la Bhagavad-Gita est, aujourd’hui, une des Écritures les plus lues.

## Les Rishi
Les Rishi (ṛ ṣi en IAST, ऋषि en devanāgarī) sont les sages primordiaux mythiques qui écoutent, et entendent le ṛ ta, rythme du cosmos manifesté dans le cours régulier des étoiles (ṛ kṣa) et la succession régulière des saisons (ṛ tu).
L'écoute perpétuelle (Shruti) de l'ordre éternel (ṛ ta) permet aux Rishi de connaître (Veda) cet ordre et de trouver (Veda) les moyens de l'exprimer en strophes (ṛ cā) rythmées, bien mesurées, qui se transmettent régulièrement de bouche à oreille jusqu'aux indiens d'aujourd'hui et les dépassent, éternellement transmises aux générations hindouistes à venir car, « Aryas pères d'une heureuse lignée, puissions-nous chanter longtemps encore dans le sacrifice ».

## Shruti et Smriti

### Shruti et littérature sacrée
Le mot Shruti (écrit श्रुति en devanāgarī et transcrit śruti en IAST) est construit sur la racine sanscrite ŚRU- qui signifie « écouter, entendre, apprendre ». L'adjonction d'un suffixe -ti permet de construire un nom féminin signalant une action, śruti est littéralement une « audition » qui manifeste une « révélation ». La Shruti révèle le Veda, l'écoute mène à la découverte et au savoir. Cette Shruti est le fruit d'une cognition intuitive de la vérité éternelle par des sages inspirés nommés Rishi (ṛṣi).
La littérature indienne classique comprend deux catégories de textes, les textes « sacrés » qu'elle rattache à la Shruti, écoute des manifestations du Veda, et les œuvres profanes nées de l'inventivité humaine, transmises par la Smriti, la mémorisation.
Aujourd'hui encore[Quand ?] ils ne sont transmis qu'oralement par une technique mnémonique unique, mot par mot, syllabe par syllabe, une technique plus fiable encore que la retranscription, qui tourne vite au téléphone arabe[pas clair]. Les premiers traducteurs européens du Triple Veda le considèrent comme un ouvrage de poésie lyrique, et nomment « hymnes » les stances du Rig-Veda. Pour la culture indienne, ces textes fondamentaux intègrent le Veda, « connaissance » absolue, qui s'exprime par le son primordial de l'univers révélé aux Rishi, et le murmure produit par son activité modulé dans l'expression orale du contenu littéraire des Saṃhitā.
La multiplicité des Veda-saṃhitā et des textes « sacrés » qui s'intègrent ensuite progressivement au Veda incite certains érudits à nommer « les vedas » les différentes Saṃhitā et les textes subséquents qui s'y rattachent, tels les Brahmana, les Aranyaka, les Upanishad.

### Smriti et littérature profane
Prise au sens large, la mémorisation (Smriti) de textes « profanes » inclut différentes collections de Sutra, des textes explicatifs de techniques védiques également écrits sous la forme de sutra, des traités légaux dits Dharmashastra, des textes éthiques dits Nitishastra, et des textes épiques tels le Mahābhārata et le Ramayana.

## Védisme
Les trois premières collections, dont l'ensemble se nomme Triple-Veda pour bien souligner l'unité du Veda, sont les stances védiques du Rig-Veda, les chants védiques du Sama-Veda, et les formules védiques sacrificielles du Yajur-Veda.

### Triple Veda-samhita
Les Saṃhitā (devanagarī : संहिता) du Triple Veda sont :
La Rigveda-saṃhitā (devanāgarī : ऋग्वेद) contient des hymnes pour féliciter et appeler les devas. Le Rig-Veda est le recueil de base dont sont dérivés les autres Veda-samhitas. Il comporte 1028 hymnes répartis en 10462 stances, le premier étant dédié à Agni, protecteur du Rig-Veda. Ils constituent un trésor poétique source d'inspiration de prières ou de récitations liturgiques.
La Sāmaveda-saṃhitā consiste principalement en stances tirées du Rig-Veda et adaptées à la récitation chantée. C'est un cantique avec des notations musicales et des indications de mélodies.
La Yajurveda-saṃhitā regroupe des formules en vers et en prose mêlés, directement affectés au culte et disposés dans l'ordre où elles sont utilisées lors des cérémonies de la liturgie.

### Quadruple Veda-samhita
Le premier texte à intégrer le Veda après les trois Saṃhitā nommé Triple-Veda est l'Atharvaveda-saṃhitā, recueil de textes utiles au purohita- (protecteur, homme-médecin) mais non utilisés au cours du rituel des yajñâ (sacrifices védiques).
La Atharvaveda-saṃhitā contient des charmes magiques de longue vie, contre la maladie, la possession démoniaque, pour gagner l'amour d'autrui ou la richesse.
Beaucoup plus tard, ce quatrième recueil, l'Atharva-Veda (de « Atharva », nom d'une famille de prêtres) fut progressivement accepté comme intégrante du Quadruple-Veda.

### La société védique
Les Veda-samhitas permettent de connaître les bases de la culture des Aryens. Ils font référence aux ennemis des Aryens comme étant les Dâsas (démons) ou Daysus (barbares, bandits, brigands), que certains indianistes décrivent comme noirs de peau (peut-être les Dravidiens). Cependant, aucun hymne ne le mentionne. Les Aryens constituent des monarchies tribales dirigées par le raja (râja), terme apparenté au latin « rex ». Il partage sa souveraineté avec deux conseils de tribu, la sabhâ et la samiti, qui participent à son élection. Il est assisté par un général (senâni) et un grand prêtre officiant (purohita) qui, par des sacrifices, assure la prospérité de la tribu et sa victoire à la guerre.
Dès l’âge védique se constituent les quatre grandes divisions de la société aryenne (varna) : les brahmanes (prêtres), les kshatriya (guerriers), les vaishya (paysans) et les shudra (serfs). La famille constitue la cellule de base de la société, le village est fréquemment décrit comme le regroupement d’une lignée plutôt que comme un regroupement territorial.
La religion védique est une religion sociale et non individuelle. À l’âge de sept ans, le jeune garçon, élevé jusque-là par les femmes dans le gynécée, reçoit l’initiation (upanayana) et doit ensuite commencer à apprendre ses devoirs religieux. Un maître lui enseigne des rites en lui faisant répéter des formules, tout en relatant les mythes qui les expliquent. À dix-sept ans, alors qu’il maîtrise le savoir religieux (Veda), il se marie. Les filles ne sont pas exclues de l’initiation, du moins dans la plus haute antiquité, car « à l'époque védique, [la femme] a, à tout égard, été tenue pour l'égale de l'homme. Au même titre que lui, elle était investie du cordon sacré ; comme [l'homme], elle recevait l'enseignement spirituel (plusieurs Upanishad ont été composées par des femmes). »

### Le sacrifice védique
La religion domestique comporte un certain nombre de rites obligatoires comme l’agnihotra, sacrifice quotidien qui consiste en une libation de lait fraîchement trait avant le lever du soleil, puis le soir. Un groupe important de rites, réservé à une élite d’initiés, s’organise autour de la consommation d’un breuvage sacré, le Soma (obtenu à partir d'une plante, encore indéfinie aujourd'hui dont les effets sont décrits dans RV IX. 113 et RV X 119).

## Brahmanisme
Après une période d'écoute (la Shruti des Rishis), suivie d'une période de découverte de la puissance cosmique fondamentale manifestée dans le rituel védique (première forme du Veda), naît une période d'intelligence spéculative qui mène les brahmanes à réfléchir sur l'importance d'un pouvoir affermissant fondamental (le brahman).

### Brāhmana
Par leurs interprétations du brahman, les brahmanes tentent d'expliquer les spécificités rituelles du yajña, le sacrifice védique, manifestées dans les stances (Rik) proclamées par l'officiant hotṛ, dans les mélodies (Sama) chantées par l'officiant udgātṛ, et dans les formules variées (Yajus) utilisées par l'officiant adhvaryu. Le fruit de leurs recherches est consigné dans un ensemble d'écrits nommés Brāhmana (ब्राह्मण), dont l'écriture s'étale entre le Xe et le VIIe siècle avant l'ère courante.
Ce sont des commentaires en prose du Triple-Veda. Ceux relatifs à la Rigveda-samhita sont les Aitareya-brahmana et Kausitaki-brahmana. Ceux qui concernent la Samaveda-samhita sont les Pañcavimsha-brahmana et Jaiminiya-brahmana. Ceux qui s'attachent à commenter la Yajurveda-samhita  sont les Taittiriya-brahmana et Shatapatha-brahmana, et certaines parties en prose de la Yajurveda-samhita, initiatrices de ce nouveau mode de pensée de l'Inde ancienne.
Plusieurs branches (shakha) de brahmanes distinctes conservent des Veda-samhita et les Brahmana qui leur sont relatives comme un trésor de famille. Ces branches (shakha) se nomment Aitareya, Kausitaki, Jaiminiya, Taittiriya. Les Shatapatha-brahmana connaissent deux recensions, celle de la shakha des Kanviya et celle des Mandhyandina.
Le contenu des Brahmana présente des explications et des étymologies préscientifiques, des combinaisons numériques, diverses classifications entrecoupées de mythes et fables anciennes, qui tentent de justifier tous les détails du rituel védique.

### Sūtra
La littérature du brahmanisme complète ensuite les Brahmana par des recueils de sūtra. La tradition indienne considère ces textes comme produits de la mémorisation humaine (Smriti) et non comme émanations de l'écoute du Veda (Shruti) exception faite des Shrautasûtra.
Les Shrautasûtra et particulièrement les Latyayana-shrautasûtra contiennent les plus anciens sûtra de cette tradition, destinés à guider les officiants dans l'exécution la plus juste des modalités du rite védique.
Les Grihyasûtra commentent l'activité du purohita, guérisseur du râja père de famille,. Ces sūtra ne concernent donc pas le rituel du sacrifice yajña. Des recensions remarquables de grihyasûtra sont celles des lignées brahmaniques Apastambiya, Ashvalayana, Baudhayana (en), Gobhila, Hiranyakesi, Paraskara, et Shankhayana.
Les Kausika-sûtra intègrent l'Atharvaveda-samhita et contiennent deux catégories d'explications, celles relatives au rituel domestique (Grihya) et celles relatives aux rites magiques.

## Hindouisme
L'hindouisme conçoit peu à peu les devas comme des personnes, qu'il n'hésite pas à représenter par l'iconographie auparavant inconnue, et culmine dans la bhakti.
Différents textes s'ajoutent ensuite au premier corpus de textes védiques, les Āranyaka et les Upanishad qui marquent la transition du védisme à l'hindouisme, et sont considérés par chaque nouvelle couche culturelle comme intégrant le Veda, unique et éternel.

### Aranyaka
Les Āranyaka (आरण्यक), contiennent les explications ésotériques et mystiques des mantra.
Le ritualisme cesse progressivement d'être le seul souci des brahmanes, il semble ne pas satisfaire leur psychisme en quête d'explications philosophiques plus profondes. Certains d'entre eux se retirent dans les forêts pour méditer. Et pour écrire dans les « textes de la forêt » (Aranyaka) un savoir ésotérique considéré dangereux pour les tenants du rituel védique traditionnel. Ces écrits forment la transition entre le brahmanisme et l'hindouisme ancien.

### Upanishad
Les Upanishad (उपनिषद्), contiennent des textes philosophiques et métaphysiques traitant de la nature et du rapport de l'âme (atman) à l'esprit suprême Brahman. Le canon Muktika recense 108 Upanishads dont la composition s'étale de -800 à 1300 de notre ère. On distingue traditionnellement douze Upanishads majeures ou principales et quatre-vingt-seize Upanishads mineures réparties en six catégories.

### Les textes ultérieurs
Chaque Veda-samhita s'élargit progressivement en divers livres de loi et manuels rituels qui dépendent de lui : le Dharmashastras, Grihyasutras, etc., mais la plupart des érudits ne les considèrent pas comme partie intégrante de la littérature issue de la Shruti ou de Veda en prose. Ils rattachent ces textes à la mémorisation (Smriti) de sciences humaines « profanes ».

### Transition du védisme à l'hindouisme
- Le védisme utilise un ensemble de notions exprimées par des mots que l'hindouisme recevra en héritage, qu'il « remplira » de conceptions nouvelles et inconnues des anciens arya.
- Le védisme ne connait d'autres auteurs aux Vedas que les sept rishi traditionnels.
L'hindouisme attribue la rédaction des textes anciens à Vyâsa (le compilateur) à qui l'on assigne aussi la rédaction de l'épopée Mahâbhârata[50],
- Pour le védisme, le deva est littéralement l'action brillante, lumineuse, d'un des pouvoirs imprévisibles du rita (DIV signifie illuminer comme le jour, mais aussi jouer aux dés, et deva est l'action de DIV). Les puissances agissantes sont grammaticalement nommées au masculin ou au féminin, mais ne sont pas des « déesses » comme Junon ou Vénus chez les Romains.
- Dans le védisme, le brahman est cette énergie du rita dont la fonction est de fonder l'ordre, de le fixer, et non une personne ou une chose.
L'hindouisme intègre son incarnation Brahmâ au sein d'une trimûrti (Brahmâ, Vishnou, Shiva).
- Dans le védisme, les dévas constituent une véritable société. Agni était le prêtre actuel. Mitra symbolise l’alliance entre les hommes et les demi-dieux, et Varuna, le châtiment que méritent ceux qui la rompent. Ils sont assistés d’Aryaman et de Bhaga. Mitra garde la lumière, Varuna préside à la nuit. Indra détient la fonction guerrière.
D’après le Ṛgveda, il y a 33 dieux, mais ce nombre est incomplet[51]. Ce chiffre, symbolique, de 33 se retrouve dans la Bṛhadāraṇyaka Upaniṣad (3, 9, 1) : « Le nombre des dieux est celui mentionné par les Écritures. Leur nombre est trois cent trois et trois mille trois. »[52]. Dans l’hindouisme tardif, il est représenté par le nombre de 33 crores (330 000 000)[53].

Ces différences ne sont pas des oppositions mais le résultat d'une lente évolution des mentalités en Inde. Védisme, brahmanisme et hindouisme considèrent tous que le Veda est unique et éternel, mais que ses manifestations au cours du cycle cosmique prend un nombre infini de nuances.

## Veda et hindous aujourd'hui
En 1966, la Cour suprême de l'Inde a décrété le cadre de la foi hindoue en sept points. Le premier point part de « l’acceptation respectueuse des Vedas en tant que plus Haute Autorité sur les sujets religieux et philosophiques et l’acceptation respectueuse des Vedas par les penseurs et philosophes hindous comme base unique de la philosophie hindoue »,. Cependant, l'UNESCO constate que si le Veda joue toujours un rôle important en Inde, seules treize branches védiques sur les mille jadis existantes sont toujours présentes.